# Contro gli astrologi
Il Trattato contro gli astrologi, nell'originale Tractato contra li astrologi, pubblicato dopo il 1497, è un pamphlet filosofico e teologico di Girolamo Savonarola. In esso il predicatore domenicano esprime un deciso rigetto per l'astrologia e le sue pretese divinatorie, che dimostra prive di ogni fondamento, in accordo con le tesi espresse nello stesso periodo da Pico della Mirandola.

## Genesi dell'opera
Le ripetute prese di posizione del Savonarola contro gli astrologi avevano stimolato il suo amico Giovanni Pico della Mirandola a scrivere le Disputationes adversus astrologiam divinatricem. Lo stesso Savonarola sostenne di aver scritto il suo trattato «in corroborazione delle refutazione astrologice del Signor conte Joan Pico della Mirandola». Il frate domenicano dichiara di essere stato ammirato dall'opera, ma di trovarla adatta solo ad un pubblico colto. Volendo, perciò, riprendere il tema in modo adatto a tutti, scrisse il suo Trattato, in italiano e con contenuti più semplici.

## Contenuto
Savonarola distingue tra l'astrologia speculativa e quella divinatoria. La prima è una vera scienza (e corrisponde a quella attualmente detta "astronomia"); la seconda è totalmente da respingere (e corrisponde a quella attualmente detta "astrologia").
Le opere di Pico e il suo saggio costituiscono un importante momento di chiarezza nella distinzione fra le due attività, che fino allora erano normalmente confuse e che lo saranno ancora a lungo.

### Partizione
Il testo comprende:
- Un Proemio: Proemio di Frate Ieronimo da Ferrara dell'Ordine de' Frati Predicatori nel libro contra la astrologia divinatoria
- Tre trattati:
  - Il primo dimostra la condanna scritturistica e teologica dell'astrologia divinatoria.
  - Il secondo dimostra la sua riprovazione da parte della filosofia.
  - Il terzo dimostra che l'astrologia divinatoria è falsa in se stessa.

## Edizioni
- Girolamo Savonarola, Tractato contra li astrologi, Firenze, Bartolomeo de' Libri.
- Girolamo Savonarola, Contro gli astrologi, a cura di Claudio Gigante, Roma, Salerno Editrice, 2000.(Saggio introduttivo)